# 광양 송천사지 부도군
송천사지 부도군은 대한민국 전라남도 광양시 옥룡면에 있다. 2008년 12월 24일 광양시의 향토문화유산 제8호로 지정되었다.

## 개요
부도가 위치한 송천사지(松川寺址)는 선동마을 아래 백운산 계곡에 있었다고 전해지며 백운산을 배경으로 한 송천사지는 정확한 위치와 규모는 알 수 없고 주민들이 금당지, 천불전지, 나한전지가 있었다고 전한다. 주변에 축대·초석등의 존재로 사지였음을 추정할 뿐이며 현재는 민간주택과 농경지로 이용되고 있다.부도에 음각된 명문은 건립 연대와 부도의 주인공을 알 수 있는 역사적 가치가 높고 송천사의 존재를 증명해주는 귀중한 문화유산으로 조선시대 부도의 전형적인 석종형 오륜형 부도인 송천사지 부도군을 우리시 향토문화유산으로 보존관리 할 필요가 있다고 인정된다.